# (9387) Tweedledee
(9387) Tweedledee – planetoida należąca do wewnętrznej części pasa głównego okrążająca Słońce w ciągu 2 lat i 256 dni w średniej odległości 1,94 j.a. Została odkryta 2 lutego 1994 roku przez Hitoshiego Shiozawę i Takeshiego Uratę. Przed nadaniem nazwy planetoida nosiła oznaczenie tymczasowe (9387) 1994 CA.